# إيديونيات
إيديونيات (الاسم العلمي: Ideonella) هي جنس من البكتيريا، سلبية الغرام، تتبع الكوماموناسيات.